# Heracleum schansianum
Heracleum schansianum är en flockblommig växtart som beskrevs av Friedrich Karl Georg Fedde. Heracleum schansianum ingår i släktet lokor, och familjen flockblommiga växter. Inga underarter finns listade i Catalogue of Life.